# Epidendrum piliferum
Epidendrum piliferum är en orkidéart som beskrevs av Heinrich Gustav Reichenbach. Epidendrum piliferum ingår i släktet Epidendrum och familjen orkidéer. Inga underarter finns listade i Catalogue of Life.